# Airborne Park Speedway
Airborne Park Speedway est un circuit de course automobile ovale de ½ mille (803 m) situé à Plattsburgh dans l’état de New York aux États-Unis.
Fondé en 1954, la piste était alors en terre battue. Elle fut asphaltée en 1961. De 1982 à 1989,  la piste fut à nouveau sur terre battue et d’une longueur de 4/10 de mille. Elle fut asphaltée à nouveau en 1990 et ramenée à sa dimension originale de ½ mille.
Son nom tire ses origines d’une base stratégique de commandement aérien qui se trouvait tout près.
Située à moins de 90 minutes de Montréal et environ 30 minutes de la frontière canado-américaine, plusieurs pilotes canadiens, et particulièrement du Québec, y ont fait leur marque depuis plusieurs décennies, dont quelques-uns ont remporté le championnat de la piste : André Manny (1965 catégorie Modified, 1967 Sportsman), Jean-Paul Cabana (1967 Modified), Jean-Guy Chartrand (1968 Modified), Denis Giroux (1971 Modified) et Martin Roy (2009 et 2011 Modified).
Airborne Park Speedway est le théâtre de la course ACT International 500 en juillet 2013, course remportée par Joey Polewarczyk, Jr..

## Vainqueurs ACT Pro Stock Tour
- 3 juillet 1989 Kevin Lepage
- 9 juin 1990 Claude Leclerc
- 10 juin 1990 Beaver Dragon
- 30 juin 1990 Robbie Crouch
- 1er septembre 1990 Jean-Paul Cabana
- 3 mai 1992 Junior Hanley
- 4 juillet 1992 Junior Hanley
- 27 septembre 1992 Robbie Crouch
- 2 mai 1993 Junior Hanley
- 3 octobre 1993 Junior Hanley
- 1er mai 1994 Ralph Nason
- 2 juillet 1994 Brad Leighton
- 23 juillet 1994 Mike Rowe
- 2 octobre 1994 Ralph Nason

## VainqueursACT Tour
- 23 mai 1992 Brian Hoar
- 11 octobre 1992 Steve Miller
- 12 juin 1993 Dennis Demers
- 14 mai 1994 Dennis Demers
- 26 juin 1994 Pat Corbett
- 10 juin 1995 Brian Hoar
- 30 septembre 1995 Richard Buzzi
- 23 juin 1996 Pete Fecteau
- 10 août 1996 Brian Hoar
- 22 septembre 1996 Dave Whitcomb
- 11 mai 1997 Steve Renaudette
- 21 septembre 1997 Brian Hoar
- 3 mai 1998 Chris Fisher
- 13 septembre 1998 Phil Scott
- 15 mai 1999 Brian Hoar
- 26 juin 1999 Mark Lamberton
- 7 août 1999 Jamie Fisher
- 12 septembre 1999 Patrick Laperle
- 14 mai 2000 Phil Scott
- 24 juin 2000 Phil Scott
- 5 août 2000 Patrick Laperle
- 17 septembre 2000 Brian Hoar
- 13 mai 2001 Todd Stone
- 7 juillet 2001 Mark Lamberton
- 7 octobre 2001 Mark Lamberton
- 11 mai 2002 Jacob McGrath
- 6 juillet 2002 Jean-Paul Cyr
- 10 mai 2003 Jean-Paul Cyr
- 14 septembre 2003 Jean-Paul Cyr
- 8 mai 2004 Brent Dragon
- 12 septembre 2004 Brent Dragon
- 11 septembre 2005 Patrick Laperle
- 12 mai 2007 Ryan Nolin
- 17 mai 2008 Jean-Paul Cyr
- 10 mai 2009 Scott Payea
- 13 septembre 2009 Patrick Laperle
- 10 juillet 2010 Brian Hoar
- 12 septembre 2010 Patrick Laperle
- 8 octobre 2011 Joey Polewarczyk, Jr.[3].
- 7 octobre 2012 Wayne Helliwell, Jr.
- 18 mai 2013 Brian Hoar
- 28 septembre 2013 Alex Labbé
- 17 mai 2014 Ray Parent
- 27 septembre 2014 Joey Polewarczyk, Jr.
- 17 mai 2015 Joey Polewarczyk, Jr.
- 3 octobre 2015 Brian Hoar

## Vainqueurs NASCAR North
- 4 juillet 1979 Beaver Dragon
- 8 septembre 1979 Hector Leclair
- 24 mai 1980 Beaver Dragon
- 14 juin 1980 Beaver Dragon